# Ronald Daus
Ronald Daus, né le 12 mai 1943 à Hanovre, est un romaniste allemand, professeur  à l’université libre de Berlin, chargé d'études pluridisciplinaires. Il est actif dans le domaine Neue Romania (nouvelles études romanistiques) depuis plus de quarante ans, centré dans les contacts entre cultures européennes et extra-européennes.
Il donne des cours au Colegio de México en tant que professeur invité pendant deux ans, puis, pendant un an, à l’Institute of Southeast Asian Studies de Singapour, à l'université des Philippines de Manille, ainsi qu'à l'université du Pacifique de Tahiti. 
Il appartient au Groupe de recherches Nouvelle Romanie (langues romanes), qui étudie les « contacts des cultures latines, exportées par voie maritime par la colonisation, qui donnent naissance, avec d’autres peuples, à de nouvelles variétés linguistiques et culturelles ». Les langues nées de ces contacts appartiennent à la lusophonie, au Brésil et en Afrique, à l'hispanophonie, essentiellement en Amérique latine et aux États-Unis, et à la francophonie, dans vingt-deux pays africains, caribéens et américains.
Les peuples latins, tels que les Portugais, sont ainsi considérés comme les inventeurs du colonialisme. En concentrant son étude sur les villes extra-européennes de l'hémisphère sud, avec l'introduction de nouveaux objets d’étude dans la science traditionnelle des études latines et avec de nouveaux outils, en anthropologie culturelle, en ethnologie  et en sociologie, dans les domaines de culture populaire, du peuplement urbain et de l'architecture, Daus est responsable, grâce à « de nouvelles approches qui dépassent des vieilles théories », d'une meilleure compréhension du monde contemporain».

## Biographie

### Compétences
Ronald Daus a fait des études de romaniste du portugais, espagnol, français, italien, à Hambourg, Lisbonne, Rio de Janeiro et Kiel. En même temps, il s’est appliqué en études d’orientalisme (arabe, malaisien, tagalog), en tant que matières relationées.
En 1967 il a obtenu un doctorat en écrivant une thèse intitulée Le Cycle épique des cangaceiros dans la littérature populaire du Nordeste (Der epische Zyklus der Cangaceiros in der Volkspoesie Nordostbrasiliens). En 1970 lui fut attribuée une habilitation universitaire  pour son travail sur Ramón Gómez de la Serna, devenant ainsi professeur universitaire à l’université libre de Berlin, à l’âge de vingt-sept ans. Là il travaillera comme chercheur et conférencier jusqu’à sa retraite, en 2008.

### Recherche
Les Grandes découvertes ramèneraient au Brésil, avec le colonialisme, avec des esclaves noirs capturés en Afrique, des marchands portugais ambitieux, des navigateurs osés, des plaies dévastatrices, certains éléments de la poésie populaire portugaise du Moyen Âge. Certains de ces hommes et leurs mémoires traverseraient des vastes plaines avant d’arriver aux lieux les plus lointains des terres conquises. Des bandits, tels que Lampião et d‘autres célèbres cangaceiros, incarneraient telles traditions.
Le premier écrit innovateur de Daus, Le Cycle épique des  cangaceiros  dans la littérature populaire du Nordeste suivrait leurs empreintes et expliquerait comment et pourquoi auraient-ils devenus des héros nationales et auraient fondé une sorte nouvelle de littérature épique. Le Nordeste serait le premier lieu où il trouva des témoignages d’achèvements risibles de l’histoire de l’homme. 
En suite, Daus démontrerait, d’autre côté, comment d’autres peuplements portugais, situés au bout du monde, comme en Malaisie, contribueraient pour le «développement et maintenance de pratiques culturelles et linguistiques» en même temps qu’il faisait face à une  question triviale qu’il décida de confronter : la rage contre le colonialisme.
Dans l’expansion européenne, des interactions linguistiques et culturelles d’êtres humains, partout dans le monde, vivant en petits groupes ou vastes populations, ont donné origine à des communautés «euro-américaines» ou «euro-asiatiques». Des grandes villes extra-européennes rassemblent des grandes concentrations de migrants européens, parmi d’autres. Voilà pourquoi ils méritent l’attention de quelqu’un qui s’intéresse par le rôle de l’influence latines dans le Nouveau Monde, surtout dans la mesure où elle a fait surgir des typiques mégalopoles, megavilles ou villes globales reflétant des modèles originales, les faussant en versions locales. En certains cas, hors norme, forcées par la croissance de leurs populations ou, en leur défaut, des grandes villes nouvelles se transforment en villes globales atypiques : Tijuana, Cancún, Dubaï.
Entre-temps, Daus conçoit une trilogie ayant comme titre générique Images nouvelles d’une ville – nouveaux sentiments  ("Neue Stadtbilder - Neue Gefühle”). Afin de mieux comprendre le colonialisme européen, il analyse dans le premier volume les origines des méga-métropoles en Amérique, Asie, Afrique, Océanie, villes construites pierre sur pierre, et indique Luanda, capitale d’Angola, comme cas typique, l’une des villes les plus chères du monde, qui se projettera dans l’avenir comme synthèse historique. Dans le second, il essaie d’établir un nouveau entendement des plus grandes villes du monde et développe le concept de package-city (ville-paquet), citant Berlin comme un bon exemple. Dans le troisième volume, il suit la progression intellectuelle et artistique de l’idée de mega-métropole vers l’orient, jusqu’à l’Euro-Asie : Berlin, Varsovie, Minsk, Moscou, Bichkek, Almaty et Astana, “stations”  ou jalons de tels progrès. Comme exemples inspirateurs de peuplements extrêmes en grandes villes de l’Orient, il parle de Vienne, Istanbul, Téhéran, Bombay, Chengdu, Pékin, Johannesburg, Le Cap, Manaus, Caracas.
Certaines villes globales, fières de leur influence, se répandent, en se citant elles-mêmes en « reports mono-maniaques  Berlin, Paris, Mexico, Shanghai. Exprimant des sens différents, la recherche du plaisir dans des villes globales exotiques contraste avec la mise-en-scène affectée des vieilles villes symboliques. Comme par hasard,  en plus, il y a des grandes villes en Europe en risque de contaminations par le tiers-monde. Daus s’est occupé pendant toute une décennie étudiant et décrivant l’existence d’un «fondement européen», dès qu’il l’a repéré (1995). Il dénonce des signes inquiétants de colonialisme extrême dans les régions de la mer Rouge à la fin du siècle. Des nouveaux bâtiments en ville, exprimant des sentiments différents nouveaux, dit-il, sont l’expression d’un nouveaux chaos.